# Lygophis flavifrenatus
Lygophis flavifrenatus — вид змій родини полозових (Colubridae). Мешкає в Південній Америці.

## Поширення і екологія
Lygophis flavifrenatus мешкають на півдні Бразилії, в центральному і південному Парагваї, на північному сході Аргентини та на півночі Уругваю. Вони живуть в пампі та саванах.